# Temporada 1958-59 de los Philadelphia Warriors
La temporada 1958-59 fue la decimotercera de los Philadelphia Warriors en la NBA. La temporada regular acabó con 32 victorias y 40 derrotas, acabando en el cuarto y último lugar de la División Este, no logrando clasificarse para los playoffs.

## Elecciones en elDraft
| Ronda | Puesto | Jugador       | Posición | Nacionalidad   | Universidad   |
| ----- | ------ | ------------- | -------- | -------------- | ------------- |
| T     | -      | Guy Rodgers   | Base     | Estados Unidos | Temple        |
| 2     | 12     | Lloyd Sharrar | Pívot    | Estados Unidos | West Virginia |
| 5     | 36     | Don Ohl       | Base     | Estados Unidos | Illinois      |
| 8     | 60     | Tom Brennan   | Alero    | Estados Unidos | Villanova     |

## Temporada regular
| División Este         | División Este | División Este | División Este | División Este | División Este | División Este | División Este | División Este |
| Equipo                | G             | P             | %             | PD            | Casa          | Fuera         | Neutral       | Div           |
| --------------------- | ------------- | ------------- | ------------- | ------------- | ------------- | ------------- | ------------- | ------------- |
| x-Boston Celtics      | 52            | 20            | .722          | –             | 26–4          | 13–15         | 13–1          | 23–13         |
| x-New York Knicks     | 40            | 32            | .556          | 12            | 21–9          | 15–15         | 4–8           | 19–17         |
| x-Syracuse Nationals  | 35            | 37            | .486          | 17            | 17–9          | 7–24          | 8–7           | 14–22         |
| Philadelphia Warriors | 32            | 40            | .444          | 20            | 17–9          | 7–24          | 8–7           | 14–22         |

## Estadísticas
| Rk | Jugador           | Edad | P  | PT | MP   | TC  | TCI  | %TC  | 3P | 3PI | %3P | TL  | TLI  | %TL  | RO | RD | RT   | AS  | RB | TAP | BP | FP  | PTS  |
| 1  | Paul Arizin       | 30   | 70 |    | 40.0 | 9.0 | 20.9 | .431 |    |     |     | 8.4 | 10.3 | .813 |    |    | 9.1  | 1.7 |    |     |    | 3.8 | 26.4 |
| 2  | Woody Sauldsberry | 24   | 72 |    | 38.1 | 7.0 | 19.2 | .363 |    |     |     | 1.5 | 2.4  | .625 |    |    | 11.5 | 1.0 |    |     |    | 3.8 | 15.4 |
| 3  | Joe Graboski      | 29   | 72 |    | 34.5 | 5.5 | 15.5 | .353 |    |     |     | 3.8 | 5.0  | .750 |    |    | 10.4 | 2.1 |    |     |    | 3.5 | 14.7 |
| 4  | Tom Gola          | 26   | 64 |    | 36.5 | 4.8 | 12.1 | .401 |    |     |     | 4.4 | 5.6  | .787 |    |    | 11.1 | 4.2 |    |     |    | 3.8 | 14.1 |
| 5  | Guy Rodgers       | 23   | 45 |    | 34.8 | 4.7 | 11.9 | .394 |    |     |     | 1.4 | 2.5  | .545 |    |    | 6.2  | 5.8 |    |     |    | 2.9 | 10.7 |
| 6  | Jack George       | 30   | 46 |    | 30.2 | 3.7 | 10.9 | .341 |    |     |     | 2.4 | 3.3  | .730 |    |    | 4.6  | 3.6 |    |     |    | 2.1 | 9.8  |
| 7  | Andy Johnson      | 26   | 67 |    | 17.3 | 2.6 | 7.0  | .373 |    |     |     | 1.7 | 2.9  | .602 |    |    | 3.2  | 1.3 |    |     |    | 2.6 | 6.9  |
| 8  | Neil Johnston     | 29   | 28 |    | 14.0 | 1.9 | 5.9  | .329 |    |     |     | 2.5 | 3.1  | .784 |    |    | 5.0  | 0.8 |    |     |    | 1.8 | 6.3  |
| 9  | Ernie Beck        | 27   | 70 |    | 14.5 | 2.3 | 6.0  | .390 |    |     |     | 0.6 | 0.9  | .662 |    |    | 2.5  | 1.3 |    |     |    | 1.8 | 5.3  |
| 10 | Vern Hatton       | 23   | 42 |    | 10.8 | 2.0 | 5.0  | .393 |    |     |     | 1.0 | 1.3  | .796 |    |    | 2.3  | 1.0 |    |     |    | 1.3 | 5.0  |
| 11 | George Dempsey    | 29   | 23 |    | 12.3 | 1.6 | 3.3  | .480 |    |     |     | 1.0 | 1.4  | .697 |    |    | 2.6  | 1.4 |    |     |    | 1.3 | 4.1  |
| 12 | Guy Sparrow       | 26   | 23 |    | 10.2 | 1.4 | 4.3  | .337 |    |     |     | 0.9 | 1.7  | .525 |    |    | 2.5  | 1.0 |    |     |    | 1.9 | 3.8  |
| 13 | Phil Rollins      | 25   | 23 |    | 10.9 | 1.3 | 3.8  | .333 |    |     |     | 1.2 | 2.0  | .622 |    |    | 1.3  | 1.9 |    |     |    | 0.8 | 3.7  |
| 14 | Lennie Rosenbluth | 26   | 29 |    | 7.1  | 1.5 | 5.0  | .297 |    |     |     | 0.7 | 1.0  | .724 |    |    | 1.9  | 0.2 |    |     |    | 0.7 | 3.7  |

## Galardones y récords
| Jugador     | Galardón                    |
| Paul Arizin | 2º Mejor quinteto de la NBA |